# Gura Izbitei
Gura Izbitei – wieś w Rumunii, w okręgu Alba, w gminie Bucium. W 2011 roku liczyła 17 mieszkańców.